# Animal en extinción
Animal en extinción es el octavo álbum (y quinto de estudio) del grupo chileno Fulano, lanzado en diciembre de 2015, 18 años después de su último álbum de estudio.

## Historia
Después de reunirse en 2009, Fulano comenzó a trabajar en nuevo material.  Sin embargo, en 2012, el baterista Raúl Aliaga abandonó la banda, seguido por la cantante y tecladista Arlette Jequier y el saxofonista Jaime Vázquez en 2013.
A pesar de estos cambios, el grupo continuó y en 2013 incorporó a la cantante y pianista Francisca "Paquita" Rivera, al saxofonista y clarinetista Cristóbal Dahm, y al saxofonista Rafael Chaparro.  Cristopher Schönffeldt también regresó como baterista.  Con esta formación, Fulano se presentó en el Festival Vang en San Joaquín y comenzó a grabar el nuevo álbum.
En 2014, se estrenó el documental "Fulano, animal en extinción", que mostraba al grupo en esta nueva etapa creativa.
Después de una gira por Chile, la banda se concentró en la grabación de "Animal en extinción". Cristóbal Rojas reemplazó brevemente a Schönffeldt en la batería, antes de que Álvaro Poblete se uniera para la grabación final.
El álbum fue lanzado en diciembre de 2015, siendo el primer álbum de estudio de Fulano en 18 años.  Contó con composiciones de Cristián Crisosto y Jorge Campos, además de un tema del fallecido Jaime Vivanco.
Poco después del lanzamiento, Fulano se disolvió debido a diferencias internas, poniendo fin a una trayectoria de 31 años.
Tras la disolución, los miembros de Fulano formaron tres nuevos proyectos musicales:
- Cristián Crisosto, Chaparro y Dahm se unieron a Mediabanda.
- Jorge Campos, Paquita Rivera, Álvaro Poblete y Felipe Muñoz formaron el "Colectivo Animal en Extinción".
- Arlette Jequier y el guitarrista Camilo Acevedo formaron "Arlette Jequier y Grupo".

## Lista de canciones
| N.º | Título                                         | Duración |  |
| 1.  | «Solo quería decirte que…»                     |          |  |
| 2.  | «Fábula y fantasía»                            |          |  |
| 3.  | «Late cerebro»                                 |          |  |
| 4.  | «Conservadores por el cambio»                  |          |  |
| 5.  | «Viaje al silencio»                            |          |  |
| 6.  | «La tonada amarga de la vida del tercer mundo» |          |  |
| 7.  | «Nada cuadra»                                  |          |  |
| 8.  | «Jacodance»                                    |          |  |
| 9.  | «Mina inmune»                                  |          |  |
| 10. | «Selah… deténgase y escuche»                   |          |  |

## Créditos
- Cristián Crisosto: composición, flauta traversa, saxo soprano y alto.
- Jorge Campos: composición y bajo.
- Rafael Chaparro: saxo tenor y alto.
- Felipe Muñoz: teclados.
- Cristóbal Dahm: saxo barítono y clarinete.
- Francisca "Paquita" Rivera: voz.
- Álvaro Poblete: batería.